# Sint-Kruis
Sint-Kruis is een plaats in de Belgische provincie West-Vlaanderen en sinds 1 januari 1971 een deelgemeente van de stad Brugge, gelegen ten oosten van de historische binnenstad. Sint-Kruis was een zelfstandige gemeente tot het einde van 1970, toen ze bij Brugge werd gevoegd. Ze heeft een oppervlakte van 13,75 km² en telde op 31 december 2014 15.892 inwoners. Het aantal inwoners is sinds 1999 nauwelijks gewijzigd. Daarmee telt Sint-Kruis ca. 13,5% van de Brugse bevolking.

## Geschiedenis
Sint-Kruis, in de middeleeuwen bekend als Gera, ontstond uit Weinebrugge, het huidige Sint-Michiels, en niet uit Sijsele, zoals lange tijd werd aangenomen.
Sint-Kruis werd voor het eerst vermeld in een akte van 1089 en ook in een akte van het Sint-Donaaskapittel dat dateert uit de dertiende eeuw (en verkeerd werd gedateerd als zijnde van 961). Een kapel, gewijd aan het Heilig Kruis, was er toen al opgericht. De gemeente kende weldra vijf hoofdwegen, waarlangs zich de bewoning ontwikkelde: de Aardenburgse Weg Noord, de Aardenburgse Weg Zuid, de Brieversweg, de Antwerpse heerweg (thans Maalse Steenweg) en de Damse heerweg (thans Polderstraat).
Na de aanleg van de tweede stadsomwalling werd de parochie Sint-Kruis in twee gedeeld: Sint-Kruis-binnen-Brugge (later de Sint-Annaparochie) en Sint-Kruis-buiten-Brugge. Het grondgebied viel onder het rechtsgebied van vijf verschillende heerlijkheden: het Proosse, het Kanunnikse, het Sijseelse, Male en Vive.
Het onbeschermde dorp was bij herhaling slachtoffer van oorlogsgeweld, vooral vanwege de Gentenaars, in hun strijd met Brugge of met de graaf van Vlaanderen:
- In 1383 werd de kerk en de huizen errond door de Gentse volksleider Frans Ackerman platgebrand.
- In 1581 werd door het calvinistisch stadsbestuur in Brugge de afbraak van de Sint-Kruiskerk bevolen, terwijl in 1582 de Sint-Kruiskerk-binnen Brugge of Sint-Annakerk, eveneens werd verwoest.

In 1795 werd Sint-Kruis een zelfstandige gemeente, met inpalming van het gedeelte Brugge dat zich buiten de stadsomwalling bevond (de zogenaamde 'paallanden').

## Bezienswaardigheden

### Overzicht
- Sint-Trudoabdij Male
- Het Pelderijn
- Voormalig Schepenhuis
- Kasteel Rooigem uit de 18de eeuw
- Kasteel Nieuwenhove
- Kasteel Warren
- Kasteel De Spijker
- Het Blauw Kasteel
- Kasteel Veltem met Veltembos
- Bos Ryckevelde met Schobbejakshoogte, landhuis en neogotisch kasteel
- Oude spoorwegbedding
- Heilige-Kruisverheffing-en-Sint-Jozefkerk, een kerk in neogotiek uit 1853-1856

### Parochiekerken
De drie parochiekerken zijn gewijd aan respectievelijk de Heilige Kruisverheffing, Sint-Franciscus van Assisi en Sint-Thomas van Kantelberg.
- De kerk van de Heilig Kruisverheffing werd, na de godsdienstberoerten, in 1614 ingewijd en in 1651 vergroot. In 1851 werd de kerk gesloopt en werd een grotere kerk, in neogotische stijl, gebouwd. Het ontwerp was van architect Pierre Nicolas Croquison en het interieur van Jean-Baptiste Bethune. De kerk werd op 28 juni 1853 ingewijd. In 1963 werd het interieur slachtoffer van de toen geldende vernielingsdrang, waarbij de decoratie (muren, gepolychromeerde kruisweg, gepolychromeerde altaren) verdween onder een witte verflaag. Het kerkhof rond de kerk werd vaak als laatste rustplaats gebruikt door vermogende Brugse families die verkozen om niet op de gemeentelijke begraafplaats te worden bijgezet. Het kerkhof bestaat nog steeds, maar werd ingekrompen omwille van verbreding van wegeninfrastructuur en vervangen door een nieuwe begraafplaats, op een paar honderd meter van de kerk.
- De Sint-Franciscus van Assisiëkerk werd in 1969 gebouwd, als parochiekerk voor de nieuwe parochie (1970) in de zich uitbreidende wijk naast de Damse Vaart en het Zuidervaartje. De kerk werd voorgedragen voor sluiting in 2015 en opheffing van de parochie.
- De Sint-Thomas van Kantelbergkerk kwam er in de jaren 1995, voor de bediening van de in 1961 opgerichte parochie in de zich uitbreidende wijken van Malehoek en omgeving.

### Kastelen
Sint-Kruis telde heel wat kastelen, bewoond door lokale adellijke families. Verschillende van die kastelen hebben de verdwijning van deze voormalige eigenaarsfamilies overleefd. De voornaamste zijn:
- Kasteel Beaupré, een van de oudste landgoederen op de gemeente, even voorbij de Kruispoort, werd in de loop van de eeuwen een hofstede en is door de woonuitbreiding aan de rand van de stad verdwenen.
- Kasteel Veltem, het empirekasteel van de familie Bertram en de Schietere de Lophem, werd in 1969 gesloopt, om plaats te maken voor het zwembad Interbad.
- Kasteel De Spijker, oud leengoed met kasteel, werd in 1875 voorzien van een nieuw kasteel door eigenaar en burgemeester Jules de Bie de Westvoorde. In de jaren 1960 en opnieuw in de jaren 1990 werd het kasteel gerenoveerd door nieuwe eigenaars.
- Kasteel Nieuwenhove, was het buitengoed van de Brugse jezuïeten. In de negentiende en twintigste eeuw werd het bewoond door de familie van burgemeester Ferdinand de Maleingreau d'Hembise.
- Kasteel Warren, is een landhuis in de Polderstraat.

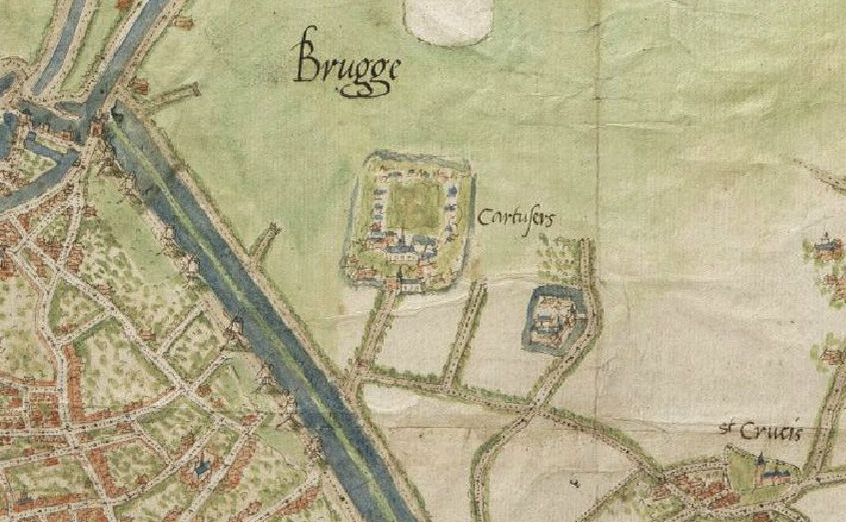
Het kartuizerklooster Genadedal (links) en het Blauwhuis (rechts) op de kaart van Jacob van Deventer (1558).

- Het Blauw Kasteel lag op de plek waar in de zestiende eeuw de humanist Marcus Laurinus zijn buitenverblijf had. Het kasteel werd na de Eerste Wereldoorlog gesloopt en vervangen door de gebouwen van het preventorium van Zuylen van Nyevelt. Na 1980 kwam er een appartementscomplex in de plaats.
- Kasteel Rooigem, kasteel van de familie Cobrysse, werd in 1720 het buitenverblijf van de bisschop van Brugge. In de negentiende eeuw werd het de woning van burgemeester Marie Jean Visart de Bocarmé en van zijn nakomelingen, tot omstreeks 1980.
- Kasteel Puienbroek, eigendom van burgemeester Adolphe-Alphonse Goupy de Beauvolers en nadien van de familie de Maleingreau d'Hembise. Het kasteel werd gesloopt en er kwam een moderne villa voor in de plaats.
- Kasteel De Vijvers in de negentiende en twintigste eeuw bewoond door de families de Peellaert en de Maleingreau d'Hembise. Het werd omstreeks 1950 het hotel-restaurant Lodewijk van Male.
- Kasteel Les Fayards, gebouwd op het einde van de negentiende eeuw, in Franse stijl, vermoedelijk door de Brugse architect Alphonse De Pauw.[2]
- Ryckevelde, middeleeuws landhuis met hofstede en negentiende-eeuws kasteel Gillès de Pelichy, eigenlijk op grondgebied Sijsele, maar nauw aansluitend bij Male en Sint-Kruis.

#### Kasteel van Male
Waar nu het kasteel van Male staat, werd in de 9e eeuw een verdedigingstoren tegen de Vikings gebouwd. Het huidige kasteel werd waarschijnlijk gebouwd door graaf van Vlaanderen Filips van de Elzas. Het werd in de twaalfde eeuw gebouwd en volgens de legende in 1166 door Thomas Becket, de aartsbisschop van Canterbury, ingezegend. Tijdens de Franse bezetting op het einde van de dertiende eeuw, namen de Franse troepen er hun intrek maar in 1302 werd het kasteel door de Bruggelingen heroverd.
Bij de Slag op het Beverhoutsveld in 1382 werd Male door de Gentenaars ingepalmd en verwoest, waarna het kasteel werd heropgebouwd om in 1453 opnieuw door de Gentenaars te worden geplunderd. In 1490 werd het nog eens geplunderd door de graaf van Nassau.
De belangrijkste bewoner van Male is zonder meer Lodewijk van Male (° kasteel van Male, 29 november 1330 – † Sint-Omaars, 30 januari 1384), zoon en opvolger van Lodewijk II van Nevers, uit het Huis Dampierre, en van Margaretha van Frankrijk. Hij was graaf van Vlaanderen van 1346 tot zijn dood, van Nevers en Rethel. Zijn dochter, Margaretha van Male, trouwde met Filips de Stoute, hertog van Bourgondië. In de Bourgondische tijd bleef het kasteel zijn belang behouden.
In de Spaanse tijd raakte het slot vergeten om in 1558 door Filips II aan ridder Juan Lopez Gallo te worden verkocht. Twee jaar werd hij door Filips II van Spanje tot baron van Male benoemd.
Het kasteel van Male was in de 20ste eeuw eigendom van Charles Gillès de Pelichy en zijn kinderen. Het werd tijdens en na de twee wereldoorlogen door troepen bezet. Het werd grondig gerestaureerd en vanaf 1954 was er de Sint-Trudoabdij gevestigd. De kloostercongregatie liet in 2010 weten dat ze de eigendom verkocht hadden en zich in een kleiner gebouw wilden gaan vestigen. Tegen het einde van 2013 verlieten ze het domein, dat aan een zakenman werd verkocht.

## Natuur en landschap
Sint-Kruis ligt aan de noordrand van Zandig Vlaanderen. De bosrijke omgeving vindt men vooral terug in landgoederen en villawijken. De Schobbejakshoogte, als onderdeel van het domein Ryckevelde, is een natuurgebied van 6 ha in het zuidoosten van Sint-Kruis, nabij de grens met de aanpalende Brugse deelgemeente Assebroek. Voorts is Sint-Kruis sterk verstedelijkt.

## Sint-Kruis Kermis
Een van de grootste evenementen in Sint-Kruis zijn de jaarlijkse feesten, 'Sint-Kruis Kermis' genaamd. Ze worden ingericht tijdens het weekend volgend op het hoogfeest van Kruisverheffing op 14 september, het patroonfeest van de parochie. De organisatie is in handen van het Feestcomité Sint-Kruis in samenwerking met UNIZO Sint-Kruis en met de steun van de Stad Brugge. Er zijn de tweedaagse rommelmarkt, optredens en vuurwerk op zaterdagavond en een straatfeest op zondag. Tijdens dit straatfeest zijn er op de Moerkerkse Steenweg straatartiesten, streetbands, verenigingen, kinderanimatie, verkoop op straat en terrasjes. Er staan ook kermisattracties op beide gemeentepleinen.

## Politiek
Sint-Kruis had een eigen gemeentebestuur en burgemeester tot de gemeentelijke fusie van 1970. De laatste burgemeester was Didier de Pierpont.
Na de oprichting van de gemeente en tot in 1830 volgden drie burgers elkaar op als burgemeester. Een van hen, Valentin Jacoby, had in de revolutietijd een rol gespeeld in de stad Brugge.
Na hen had de gemeente gedurende bijna een eeuw plaatselijke kasteelheren als burgemeester. Tijdens het interbellum volgden twee burgers elkaar op, die de emanatie waren van tegenstrijdige strekkingen onder de bevolking. Na de Tweede Wereldoorlog werd de gemeente, tot aan de fusie, opnieuw door een kasteelheer geleid, eerst met een homogene CVP-meerderheid, vanaf 1965 met een coalitie Gemeentebelangen-socialisten.

## Literatuur

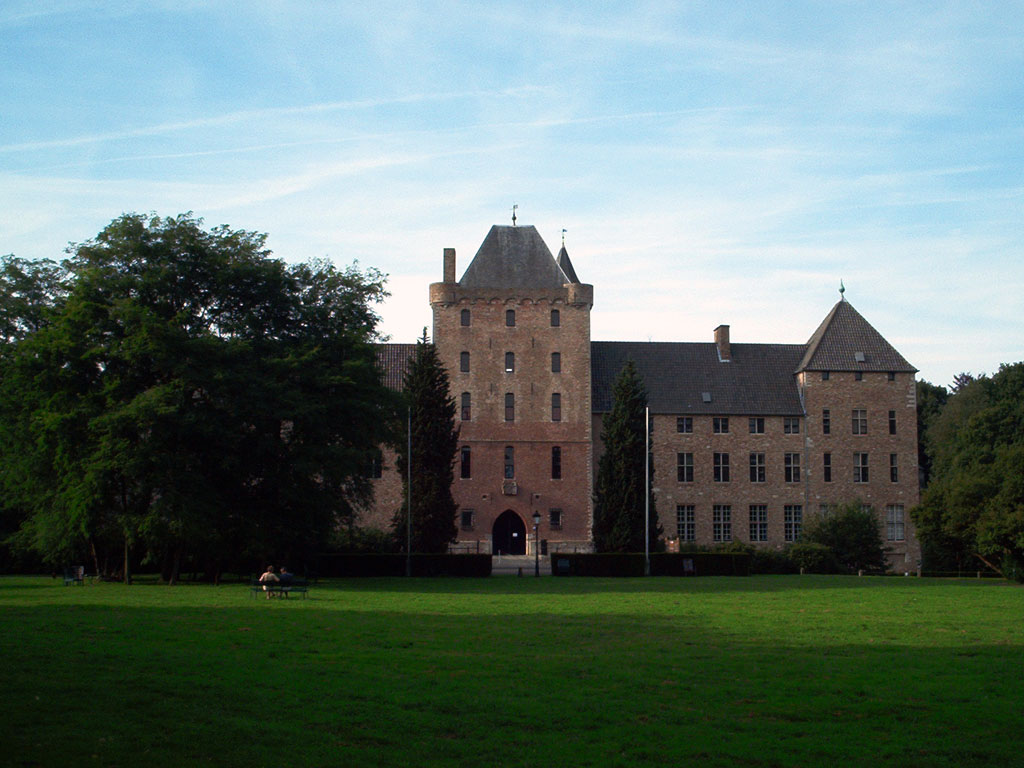
Sint-Trudoabdij
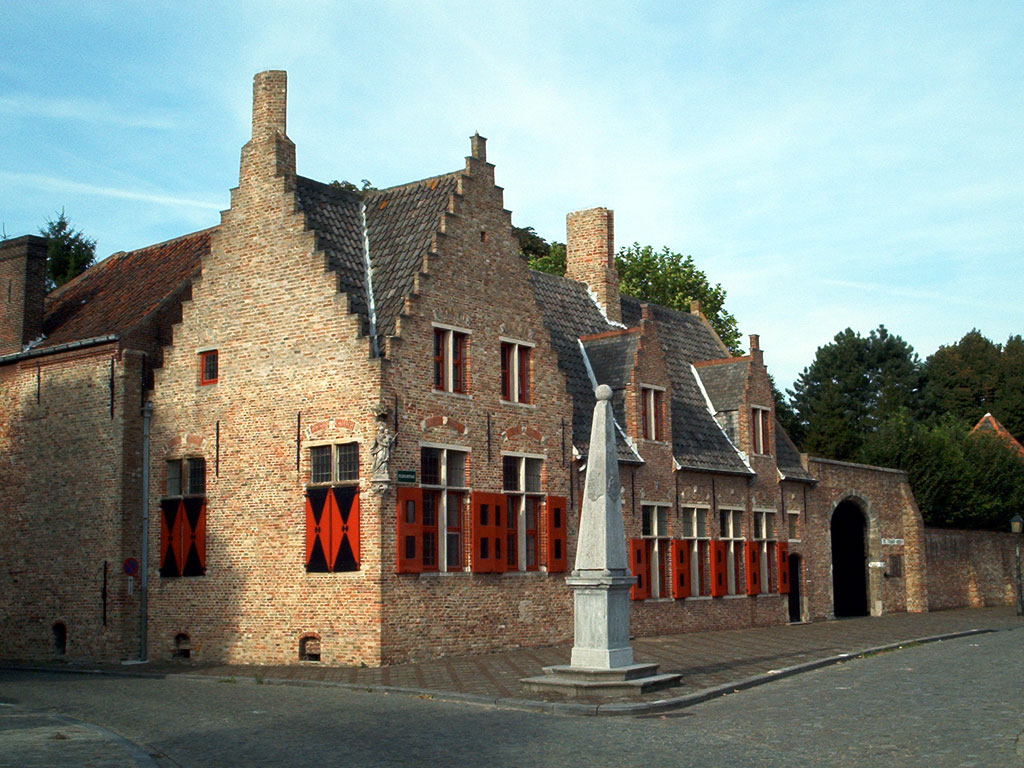
Voormalig schepenhuis met Pelderijn
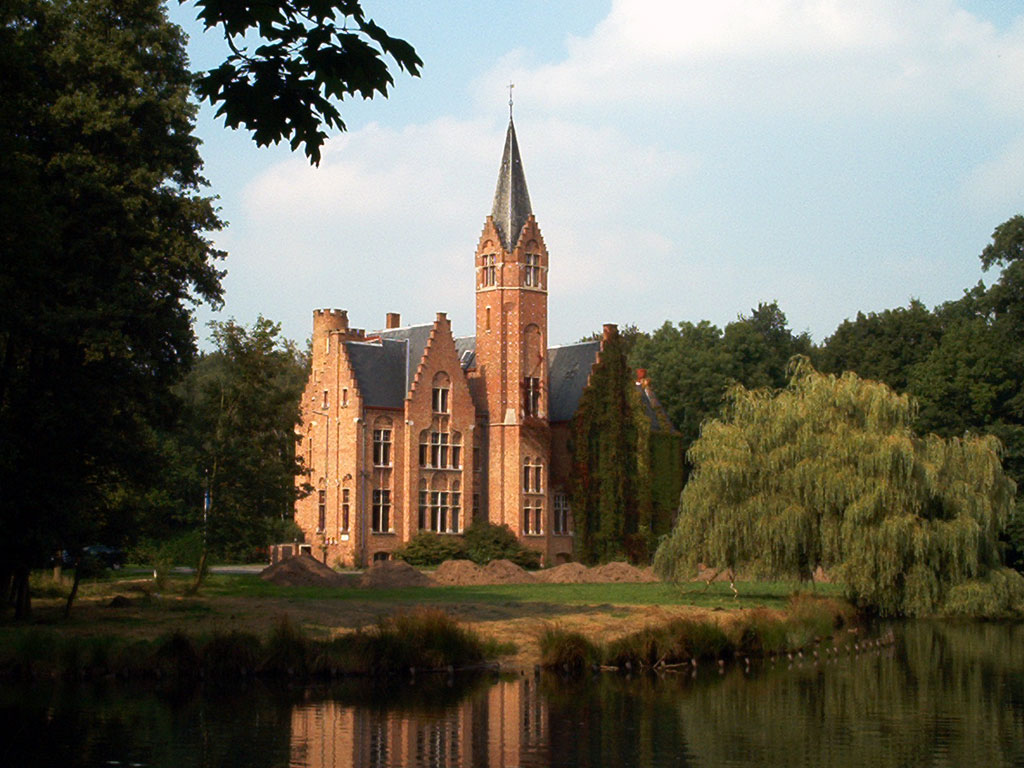
Kasteel van Ryckevelde
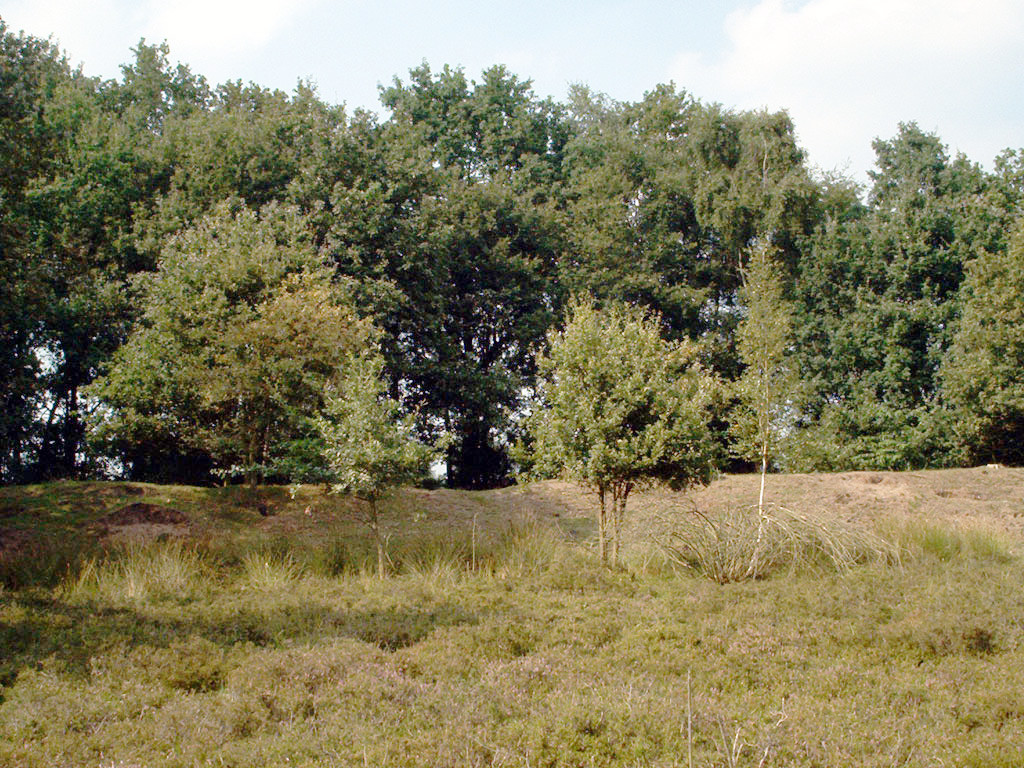
Schobbejakshoogte heide
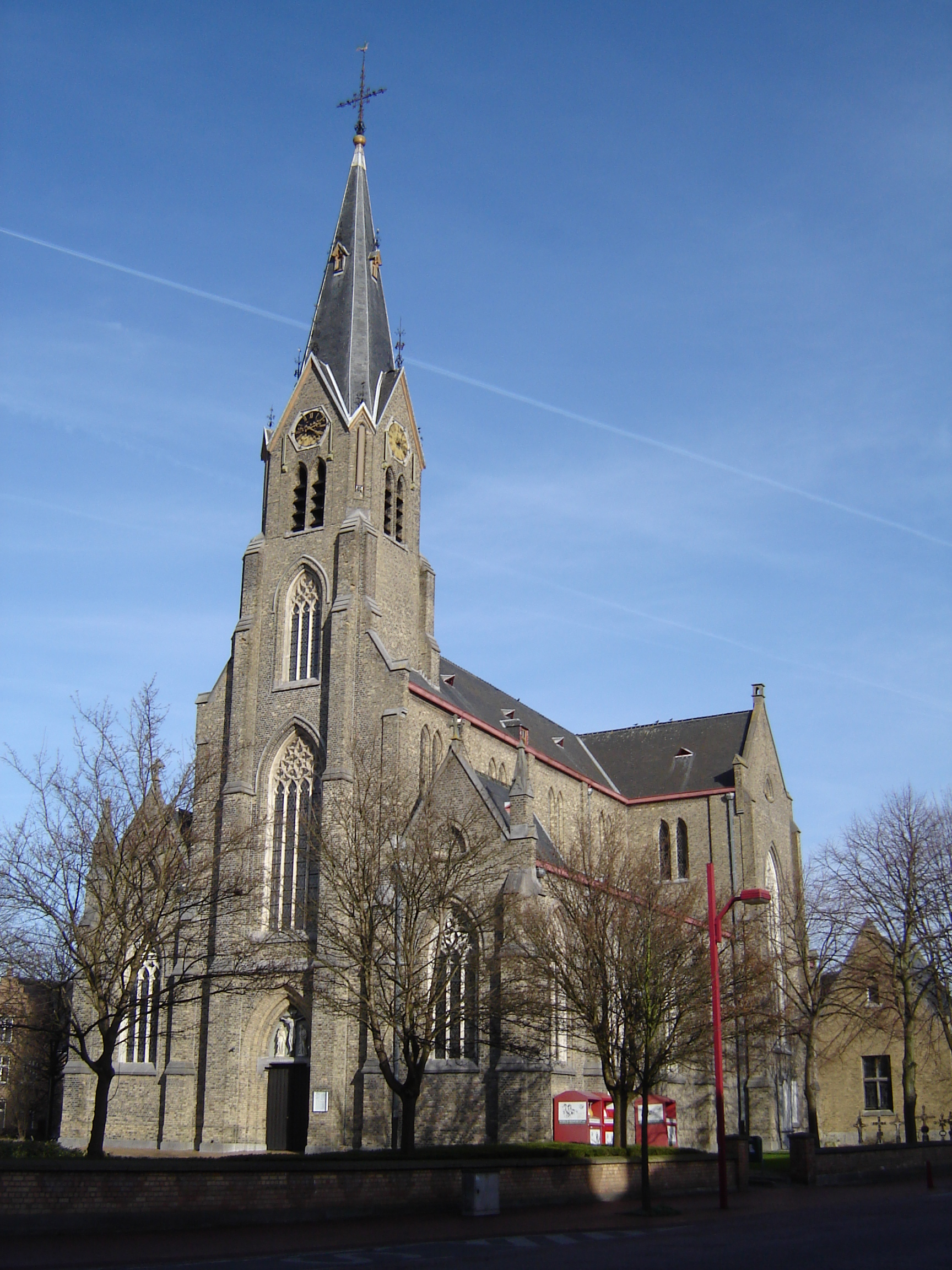
Heilige-Kruisverheffing-en- Sint-Jozefkerk
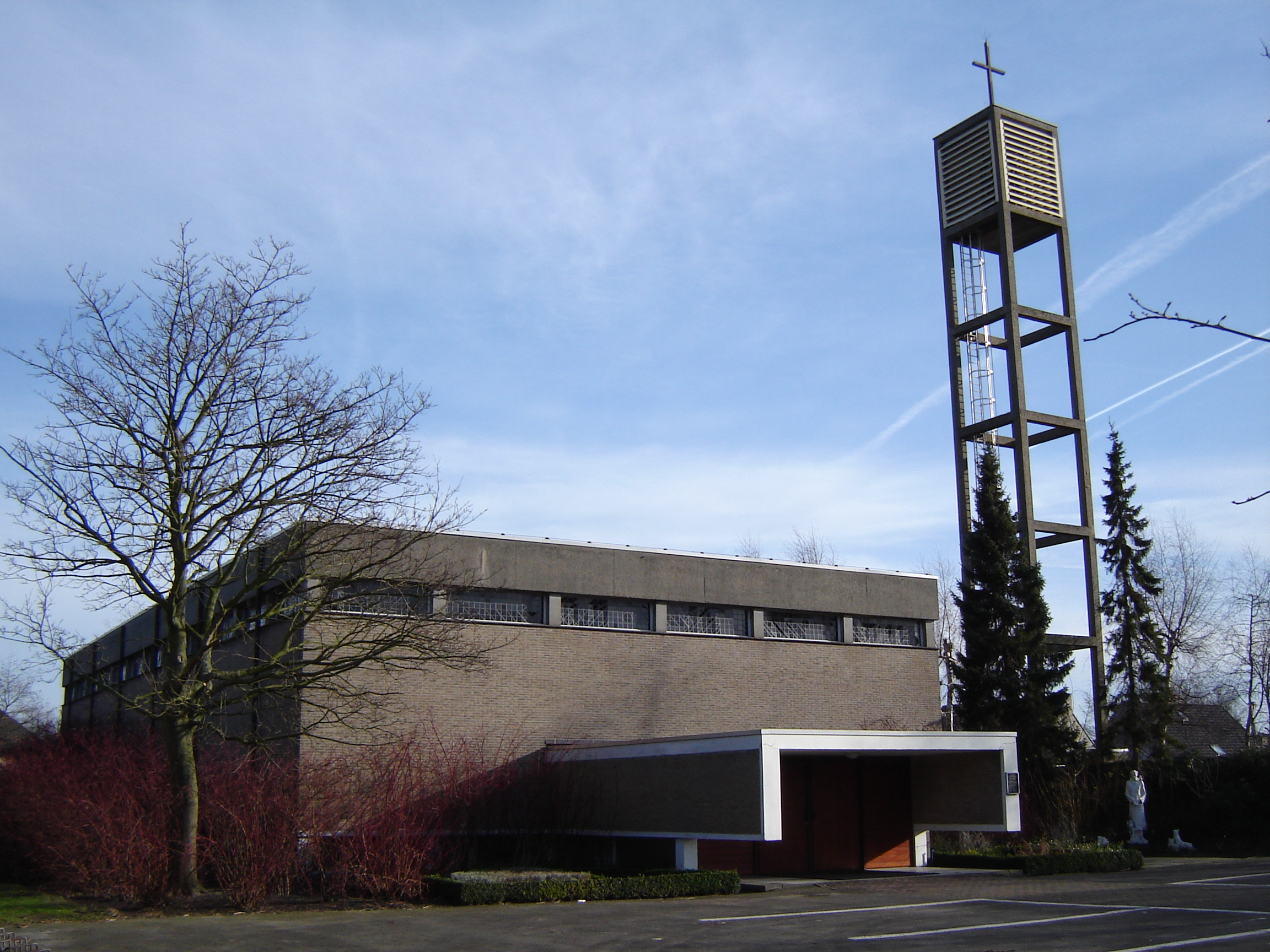
Sint-Franciscus van Assisiëkerk
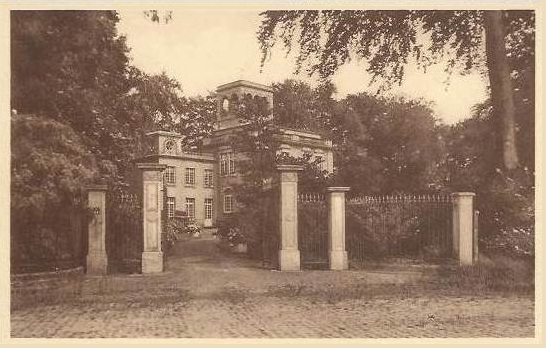
Kasteel "Les Fayards" (De beuken)

## Evolutie van het inwonertal

### 19e eeuw
| Jaar                                         | 1806 | 1816 | 1830 | 1846 | 1856 | 1866 | 1876 | 1880 | 1890 |
| -------------------------------------------- | ---- | ---- | ---- | ---- | ---- | ---- | ---- | ---- | ---- |
| Inwonertal                                   | 1100 | 1196 | 1473 | 1856 | 1774 | 1918 | 2115 | 2201 | 2676 |
| Opmerking:resultaten volkstellingen op 31/12 |      |      |      |      |      |      |      |      |      |

### 20e eeuw tot aan herinrichting gemeenten
| Jaar                                                         | 1900 | 1910 | 1920 | 1930 | 1947 | 1961   | 1970   |
| ------------------------------------------------------------ | ---- | ---- | ---- | ---- | ---- | ------ | ------ |
| Inwonertal                                                   | 3300 | 4250 | 4925 | 6242 | 7935 | 11.033 | 13.522 |
| Opmerking:resultaten volkstellingen op 31/12 tot en met 1970 |      |      |      |      |      |        |        |